# 金曾澄
金曾澄（1879年—1957年），字湘帆，广东番禹县人，中国近代教育家。少年时代深受康有为、梁启超维新思想影响，崇尚西法。曾发起创办广州时敏学堂。主要著作有《三民主义问答》，《澄宇斋诗存》等。

## 生平
1901年赴日本广岛高等师范学堂肄业。
1910年归国后任学部主事。
1912年初南返广州，加入同盟会，同年12月任广东高等师范学校校长，次年去任。
1917年至1923年又任该校校长。曾动员华侨冯平山捐巨款兴建该校附属中小学校舍平山堂和景堂院。
20年代初任广东省教育学会副会长、会长。
1927年至1931年任私立廣州大學校長。
1929年至1937年任广东省政府委员，其间曾于1930年2月至1932年3月间，担任广东省教育厅厅长，1933年与许崇清一起反对陈济棠提倡读经尊孔的倒退行径。1931年起任中山大学校长并兼任仲恺农校、执信学校、教忠中学（今广州市第十三中学）校长。1932年9月至1936年8月代理私立廣州大學校長。
1942年6月任国立中山大学代理校长。
中华人民共和国成立后任广州文史馆馆员。
1957年任广州文史馆副馆长。